# ノニ・テンゲ
ノニ・テンゲ（Noni Tenge、1982年1月1日 - ）は、南アフリカ共和国の女子プロボクサーである。第2代IBF女子世界ウェルター級王者。元WBA女子世界ウェルター級暫定王者。

## 来歴
2007年8月10日、プロデビューをTKO勝利。
2009年12月18日、ギフティ・アマヌア・アンクラーと新設されたWBF女子世界ウェルター級王座を争い、9回TKOでタイトル獲得。
2010年9月12日、アゴタ・イルコ相手にWBF王座の初防衛戦を行い、6回TKOで初防衛に成功。
2010年10月9日、フランシスカ・ムバング相手に2度目の防衛戦を行い、判定で2度目の防衛に成功。WBF王座はその後返上。
2011年6月11日、ダニエラ・スミスが持つIBF女子世界ウェルター級王座に挑戦し、4回TKOで王座奪取に成功。
初防衛戦は2012年3月11日が期限だったが、テレビ中継及びスポンサーの確保がままならず、期限を4ヶ月延長しても状況の変化はなく王座剥奪に至った。
2012年9月30日、ジゼール・サランディの死後長らく空位となっていたWBA女子世界スーパーウェルター級王座を元WBA女子世界ライト級王者レイラ・マッカーターと争うが、8回TKO負けを喫し、2階級制覇ならなかった。
2014年6月7日、元WBO女子世界ジュニアミドル級王者オクサンディア・カスティーヨとWBA女子世界ウェルター級暫定王座決定戦を行い、2-0の判定勝ちを収め王座を獲得した。

## 戦績
- 16戦 14勝（10KO） 1分 1敗

## 獲得タイトル
- WBF女子世界ウェルター級王座
- 第2代IBF女子世界ウェルター級王座
- WBA女子世界ウェルター級暫定王座